# Кларк, Терри
Терри Кларк (настоящее имя: Терри Линн Соусон; род. 5 августа 1968 года) — канадская кантри-исполнительница, популярная в Канаде и в Соединенных Штатах.

## Карьера
В 1995 году она подписала контракт с английской звукозаписывающей компанией Mercury Records. В том же году выпустила дебютный альбом. В 1996 году вышел альбом «Just the Same», а вслед за ним в 1998 году вышел "How I Feel ". Оба альбома стали хитами в США и Канаде, получив статус платиновых.
После неоднократных успешных выпусков релизов для Mercury, в 2007 году Кларк подписала контракт с BNA Records. С этой компанией певица записала два сингла «Dirty Girl» и «In My Next Life». Последнее произведение заняло первые строчки хит-парадов Канады, однако альбом для BNA у Кларк выпустить не удалось.

## Дискография

##### Студийные альбомы
- Terri Clark (1995)
- Just the Same (1996)
- How I Feel (1998)
- Fearless (2000)
- Pain to Kill (2003)
- Life Goes On (2005)
- The Long Way Home (2009)
- Roots and Wings (2011)
- Classic (2012)
- Some Songs (2014)
- Raising the Bar (2018)
- 't’s Christmas…Cheers!'(2020)

## Награды
- 1997: премия «Джуно» (канадский аналог «Грэмми») лучшему новому сольному исполнителю
- 2004: Президентская награда Ассоциации кантри-музыки
- 2012: премия «Джуно» за альбом года в жанре кантри